# 운수사 대웅전
부산 운수사 대웅전(釜山 雲水寺 大雄殿)은 부산광역시 사상구 모라동, 운수사에 있는 조선시대의 대웅전이다. 2008년 9월 11일 부산광역시의 유형문화재 제91호로 지정되었으나. 2016년 1월 5일 보물 지정 예고를 거쳐, 2016년 3월 2일 대한민국의 보물 제1896호로 지정되었다.

## 개요
정면 3칸, 측면 3칸, 주심포계 맞배집으로 내부는 1고주 5량가이며, 측면 가구는2고주 5량가 형식이다. 조선 중기 이래 부산 지역에서 유행하던 실용주의적 건축제도를 잘 보여 주며, 소규모 건물임에도 사찰의 주 불전으로서의 장엄과 격식을 갖춘 건물이다.
대웅전 건축 당시는 부산 지역에서 조영이 가장 왕성하게 펼쳐지던 시기였고, 운수사의 공역 여건과 기반도 상당한 수준에 달했던 시기였다. 특히 대웅전에서 발견된 대웅전 조영연혁을 기록한 송판에 보이는 승인공장(僧人工匠)과 민간 공장중에서는 1770년대에 이루어진 범어사 대종(大鐘) 주조불사, 동래향교 대성전 중수공사, 범어사 종루 이건공사 등에도 참여한 사람이 확인되어 18세기 부산지역 공장(工匠) 연구에도 좋은 자료를 제공하고 있다.
이 건물은 부산에서 유례가 드물 만큼 잘 정제되고 뛰어난 기법의 목조건물이다.특히 조선중기의 잘 정제된 건축기법을 두루 갖추고 있는 특이한 건물로서 건축사적으로 크게 주목되며, 문화재적 가치도 뛰어난 소중한 건축유구이다.
아울러 임란 이전 목조건물이 전혀 남아 있지 않은 부산지역에서는 가장 오래 전의 건물로서 문화재적 가치는 어느 것에 비할 바 아니며, 지금의 건물만으로도 국가지정문화재로 지정되는데 전혀 부족함이 없다고 판단되는 문화재이다.

## 운수사 연혁
운수사는 낙동강과 나란히 남쪽으로 이어진 태백산맥의 끝줄기인 금정산 기슭에 자리한 범어사 말사로 낙동강 서안에 위치한 탓에 행정정으로는 옛날부터 동래부에 속했다.
운수사는 조선 후기에 제작된 31종의 고지도에도 모두 표기되어 있는데 가장 오래된 《여지도서》(1757년, 영조 33년), 《해동지도》(18세기 중엽, 규장각)에는 읍지류와 마찬가지로 운수사를 비롯해서 범어사, 국청사, 해월사, 마하사, 선암사, 화지암이 표기된다. 대부분 건물 한 채를 그린 후 옆에 사찰 이름을 부기하는 식이다. 그런데 《영남지도》(18세기 중엽, 규장각), 《각읍지도》(19세기 초, 국립중앙도서관), 《영남읍지》(1894년, 규장각)에는 운수사를 비롯해서 범어사, 선암사, 마하사 등 4개만 표기된다. 작은 사찰들은 빼고 큰 사찰만 표기한 것으로 이는 운수사가 큰 사찰이었고, 이란 사실은 《동래부지도》(19세기 중엽, 국립중앙도서관)에 범어사와 운수사 건물을 더 크게 그린 데서도 확인된다.

## 부산광역시 유형문화재 지정
2007년 11월 송판에 발견된 첫머리에 적힌 '康熙二十三年 蓋瓦 重修'를 단서로 1660년에 지금의 건물이 지어졌음을 방증하기 위한 문헌조사와 함께 실측조사가 이루어졌으며, 1683년 개와 중수, 1705년 중창, 1771년 3차 중수라는 제목의 3차례 공사 때 기록을 밝혀내 이를 바탕으로 2008년 9월 11일 부산광역시 지정 유형문화재 제91호로 지정되었다.

## 2012년 보수공사 경과
2012년 12월 이래 대웅전의 퇴락을 방지하기 위한 해체보수공사가 시작되었고, 드공안 명확한 건립연대를 알 수 없었던 대웅전에 대한 구체적인 공사기록들이 발견되었다. 부산광역시와 사상구로부터 총공사비 8억 7천만원을 지원받아 2012년 10월 8일 실시설계를 착수하여 2012년 12월 4일 착공, 2013년 12월 3일 상량하여 2014년 4월 26일 낙성하였다.
실측조사 과정에서 발견된 어칸과 좌협칸 종도리 밑면에 각기 '崇禎 天改 乙未秋'와 四月二ΟΟ'이라 적힌 2건의 상량문은 대웅전의 건립이 1647년에 시작되어 1655년에 완성되었으며, 후자는 전후 문맥과 송판기문과의 대조를 통해 1705년으로 밝혀졌다. 이들 어칸과 좌협칸 종도리 묵서명은 많은 건축정보를 담고 있는 소중한 연구자료일 뿐만 아니라 그 자체로도 지역 불교사 연구자료로서 가치가 크다. 임진왜란 때 초토화된 이 지역으로서는 조선 전기로 소급되는 목조건축이 전무한데다 18세기 중반부터나 기록된 것들만 남아 있기 때문이다. 일부 글자가 탈락되었지만 전국적으로 이만큼 온전하게 남겨진 경우도 흔치 않은 만큼 추후 관련연구를 위한 자료로도 활용될 것이 기대된다.
이 밖에도 금번 해체수리 과정에서 배면 좌측 우주에서 근대기 수리 때의 간략한 기문, 기존 석주와 기둥의 동바리 각서 등 모두 6건의 조영기록이 확보됨에 따라 그간 송판기문에만 의존하던 상황에서 특히 상량문과 같은 1차 사료들은 이 건물이 언제 중창되어, 언제 어떻게 수리되었는지를 파악하는 데 결정적인 단서를 제공하였다. 이로써 운수사 대웅전은 1655년에 건립되어 당시의 모습을 잘 간직하고 있음이 확인되었다.

## 보물 지정 사유
부산 운수사 대웅전은 2013년 대웅전 전면 해체 수리때 발견된 2개의 종도리 묵서명에 의해 1647년에 공사를 시작해서 1655년에 완공된 것으로 확인된다.
정면3칸, 측면3칸 규모의 단아한 주심포계 맞배집으로 자연석 초석 위의 기둥은 모두 민흘림한 원주로 외진에 평주 8개와 고주 4개, 내부 불단 좌우에 고주 2개 등 총 14개를 배치하였다. 우주의 하부에는 기둥 높이의 1/ 2정도까지 원형석주를 세워 목재기둥을 받고 있으며, 이는 범어사 대웅전, 범어사 일주문 등 부산 동래 지역 건축물에서 다수 보여지고 있어 내륙지방에 비해 태풍이 잦고 비가 많은데 따른 지역적 특성을 잘 보여주고 있다.
가구의 경우 내부는 1고주 5량가, 측면은 2고주 5량가 구조이며, 건물의 시대성을 볼 수 있는 공포는 배면이 정면보다 시기적으로 앞서 있다. 배면 공포의 소박한 살미와 결구방법은 조선 중기 건축에서 볼 수 있는 것으로 양산 신흥사 대광전, 부산 범어사 대웅전과 동일한 형식이다. 반면, 정면은 후대에 화려한 치장형 살미를 사용하여 장식적인 공포로 변화된 것으로, 동래향교 반화루, 범어사 종루와 유사한 모습으로 주심포계 익공식 건물이 다포계 건축의 영향으로 변화하는 모습을 잘 보여주고 있다. 특히 일반적인 익공식 건물의 경우 주두 아래의 기둥머리에 초익공을 끼워 공포를 구성하는데 이와 달리 주두 위에서 구성한 것은 운수사 대웅전만의 큰 건축적 특징이다.
또한 종도리에서 발견된 2개의 묵서명은 많은 건축 정보를 담고 있는 소중한 연구자료일 뿐만 아니라 그 자체로도 지역 불교건축사 연구의 귀중한 자료로서 가치가 크다.
운수사 대웅전은 창호, 천장, 단청 등이 교체되고 변화되었으나 기본적 구조는 1655년 초창과 1771년 중수의 모습을 유지하고 있으며, 건물에 남아 있는 묵죽도 등 4점의 벽화는 창건 또는 18세기중 수시에 그려진 것으로 추정되고 있어 운 수사 대웅전의 시대성과 역사성을 입증하고 있다. 묵서명에 의해 명확한 연혁이 확인되어 부산지역에서 가장 오래된 목조건축물로 자리잡은 운수사 대웅전은 조선 중기 이후 불전의 변화상을 구체적으로 살필 수 있는 흔치 않은 귀중한 불교문화유산으로 건축사적 가치가 크므로 국가지정문화재(보물)로서의 가치가 있다.

## 같이 보기
- 부산 운수사 대웅전 석조여래삼존좌상

## 참고 자료
- 부산 운수사 대웅전 - 국가유산청 국가유산포털